# Бакаєвська сільська рада (Кушнаренковський район)
Бака́євська сільська рада (рос. Бакаевский сельский совет) — муніципальне утворення у складі Кушнаренковського району Башкортостану, Росія. Адміністративний центр — село Бакаєво.

## Населення
Населення — 826 осіб (2019, 897 в 2010, 1080 в 2002).

## Склад
До складу поселення входять такі населені пункти:
| Населений пункт          | Населення, осіб (2002) | Населення, осіб (2010) |
| ------------------------ | ---------------------- | ---------------------- |
| Бакаєво, село            | 541                    | 446                    |
| Верхньосаїтово, присілок | 253                    | 242                    |
| Мавлютово, присілок      | 49                     | 38                     |
| Нижньосаїтово, присілок  | 141                    | 106                    |
| Новобакаєво, присілок    | 96                     | 65                     |